# Chavignon
Chavignon és un municipi francès situat al departament de l'Aisne i a la regió dels Alts de França. L'any 2007 tenia 728 habitants.

## Demografia

### Població
El 2007 la població de fet de Chavignon era de 728 persones. Hi havia 259 famílies de les quals 54 eren unipersonals (19 homes vivint sols i 35 dones vivint soles), 74 parelles sense fills, 112 parelles amb fills i 19 famílies monoparentals amb fills.
La població ha evolucionat segons el següent gràfic:
Habitants censats

### Habitatges
El 2007 hi havia 307 habitatges, 272 eren l'habitatge principal de la família, 23 eren segones residències i 12 estaven desocupats. 299 eren cases i 8 eren apartaments. Dels 272 habitatges principals, 229 estaven ocupats pels seus propietaris, 38 estaven llogats i ocupats pels llogaters i 5 estaven cedits a títol gratuït; 1 tenia una cambra, 3 en tenien dues, 34 en tenien tres, 76 en tenien quatre i 158 en tenien cinc o més. 251 habitatges disposaven pel capbaix d'una plaça de pàrquing. A 107 habitatges hi havia un automòbil i a 138 n'hi havia dos o més.

### Piràmide de població
La piràmide de població per edats i sexe el 2009 era:
| Homes | Edats   | Dones |
| ----- | ------- | ----- |
| 0     | 95 o +  | 4     |
| 0     | 90 a 94 | 4     |
| 0     | 85 a 89 | 8     |
| 0     | 80 a 84 | 0     |
| 12    | 75 a 79 | 12    |
| 12    | 70 a 74 | 24    |
| 28    | 65 a 69 | 20    |
| 16    | 60 a 64 | 28    |
| 32    | 55 a 59 | 12    |
| 12    | 50 a 54 | 32    |
| 28    | 45 a 49 | 20    |
| 12    | 40 a 44 | 16    |
| 32    | 35 a 39 | 36    |
| 28    | 30 a 34 | 32    |
| 12    | 25 a 29 | 16    |
| 16    | 20 a 24 | 4     |
| 16    | 15 a 19 | 52    |
| 36    | 10 a 14 | 28    |
| 36    | 5 a 9   | 32    |
| 28    | 0 a 4   | 28    |

## Economia
El 2007 la població en edat de treballar era de 478 persones, 337 eren actives i 141 eren inactives. De les 337 persones actives 308 estaven ocupades (172 homes i 136 dones) i 29 estaven aturades (12 homes i 17 dones). De les 141 persones inactives 31 estaven jubilades, 48 estaven estudiant i 62 estaven classificades com a «altres inactius».

### Ingressos
El 2009 a Chavignon hi havia 289 unitats fiscals que integraven 749,5 persones, la mediana anual d'ingressos fiscals per persona era de 17.684 €.

### Activitats econòmiques
Dels 23 establiments que hi havia el 2007, 2 eren d'empreses alimentàries, 3 d'empreses de fabricació d'altres productes industrials, 5 d'empreses de construcció, 4 d'empreses de comerç i reparació d'automòbils, 4 d'empreses d'hostatgeria i restauració, 1 d'una empresa d'informació i comunicació, 1 d'una empresa de serveis, 1 d'una entitat de l'administració pública i 2 d'empreses classificades com a «altres activitats de serveis».
Dels 6 establiments de servei als particulars que hi havia el 2009, 1 era un paleta, 1 guixaire pintor, 2 fusteries, 1 lampisteria i 1 perruqueria.
Dels 3 establiments comercials que hi havia el 2009, 1 era una botiga de més de 120 m² i 2 fleques.
L'any 2000 a Chavignon hi havia 6 explotacions agrícoles que ocupaven un total de 588 hectàrees.

## Equipaments sanitaris i escolars
El 2009 hi havia una escola elemental.

## Poblacions més properes
El següent diagrama mostra les poblacions més properes.